# Triangulation principale de la Grande-Bretagne

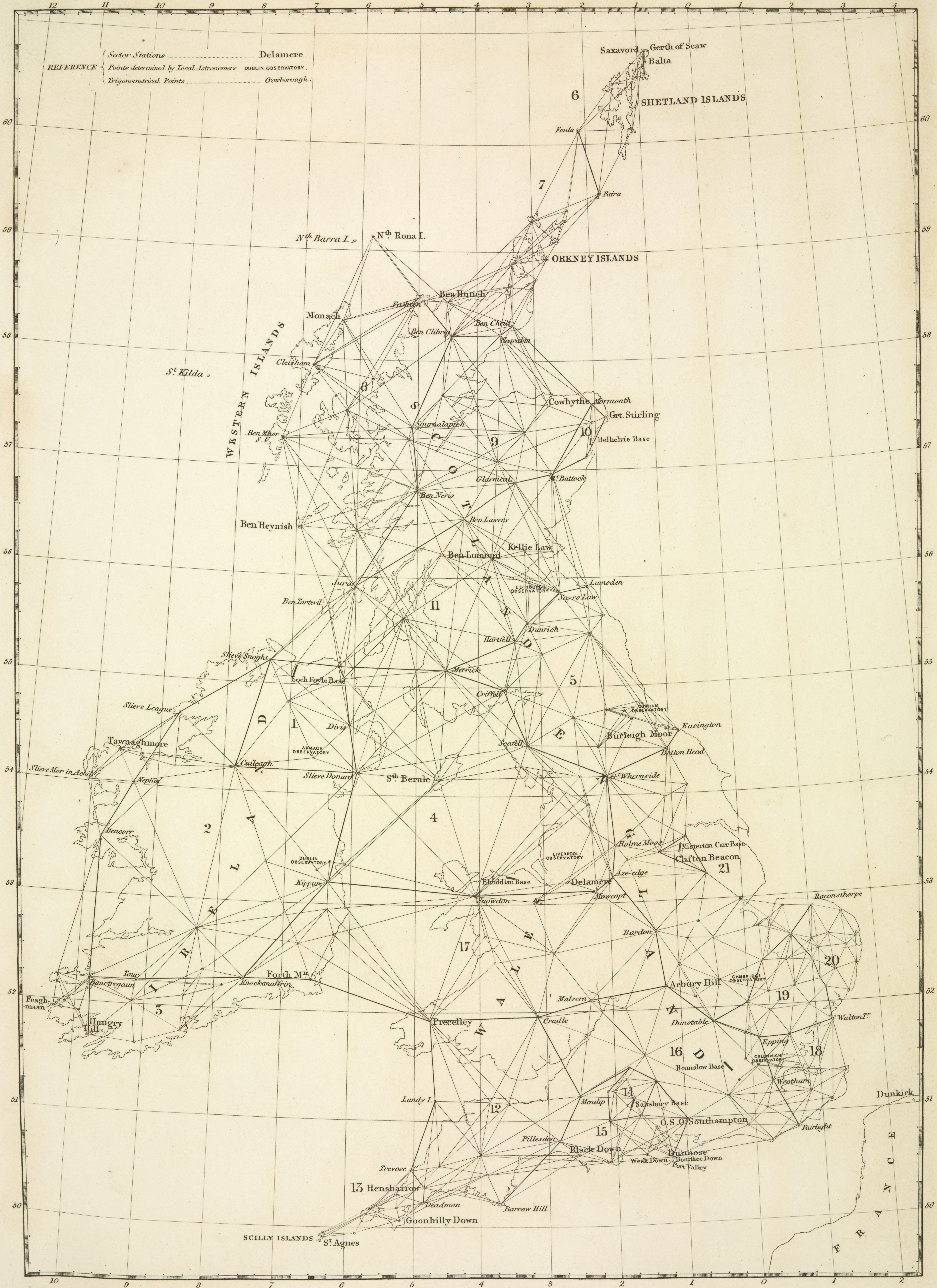
Le maillage principal de triangulation au-dessus des îles Britanniques (carte de 1860).

La triangulation principale de la Grande-Bretagne (en anglais : Principal Triangulation of Great Britain) est le premier relevé trigonométrique de haute précision de l'ensemble de la Grande-Bretagne (y compris l'Irlande), réalisé entre 1791 et 1853, sous les auspices du Board of Ordnance. Le but de ce travail est d'établir les coordonnées géographiques précises de près de 300 points de repère significatifs qui pourraient être utilisés comme points fixes de relevés topographiques locaux, à partir desquels des cartes pourraient être établies. En outre, un objectif purement scientifique consiste à fournir des données précises pour les calculs géométriques tels que la détermination de la longueur des arcs de méridiens et la figure de la Terre. Une telle enquête avait été proposée par William Roy (en) (1726-1790) à l'issue de celle appelée jonction des observatoires de Greenwich et Paris, mais ce n'est qu'après sa mort, que le Board of Ordnance lance l'enquête trigonométrique, motivée par des considérations militaires, à une époque de menace d'invasion française. La plupart des travaux sont réalisés sous la direction d'Isaac Dalby, William Mudge (en) et Thomas Frederick Colby (en), mais la synthèse et le rapport final, de 1858, sont l'œuvre d'Alexander Ross Clarke. L'enquête a résisté à l'épreuve du temps pendant un siècle, jusqu'à la retriangulation de la Grande-Bretagne, réalisée entre 1935 et 1962. 

## Histoire

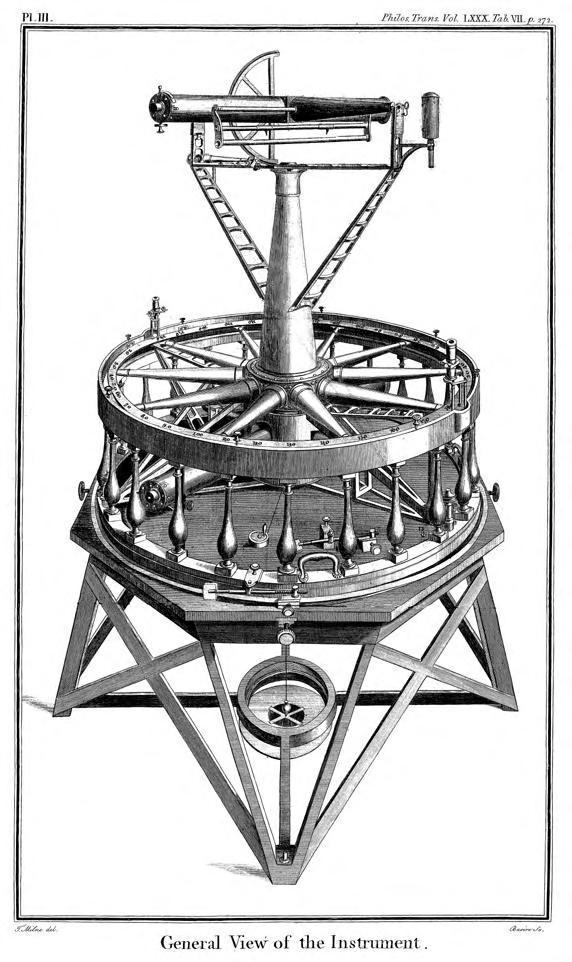
Le premier théodolite de Ramsden tel qu'utilisé par Roy. (Détruit par des dommages de guerre en 1941).

Au lendemain du soulèvement jacobite de 1745, il est reconnu qu'il s'avère nécessaire de dresser une carte précise des Highlands écossais. L'enquête nécessaire est lancée, en 1747, par le lieutenant-colonel David Watson, un sous-quartier-maître général du Board of Ordnance. Watson emploie William Roy, comme assistant civil, pour effectuer la majeure partie du travail. Par la suite, Roy, s'étant engagé dans l'armée et étant devenu un arpenteur très compétent, propose, en 1763, un relevé national qui serait un plan de défense à une époque où les invasions françaises menacent. La proposition est rejetée pour des raisons de coût.
Roy continue à faire pression pour obtenir une étude et ses ambitions se réalisent, dans une certaine mesure, par un développement inattendu. En 1783, l'Académie des sciences française affirme que les différences de latitude et de longitude entre l'Observatoire royal de Greenwich et l'Observatoire de Paris sont incorrectes et il est proposé, à la Royal Society, que ces écarts puissent être rapprochés par une triangulation de haute précision, réalisée sur le terrain. La Royal Society donne son accord et, conjointement avec le Board of Ordnance, elle invite Roy à superviser le projet.
La première tâche de Roy, en 1784, est de mesurer une ligne de base entre la maison du pauvre de Hampton à Londres et la tonnelle du roi sur Hounslow Heath, une distance d'un peu plus de 8 km.
Il s'agit d'un processus minutieux : trois tiges d'environ 6,10 m sont supportées par des tréteaux et les extrémités sont alignées avec une précision d'un millième de pouce. La première tige est ensuite portée à l'extrémité de la troisième, une opération qui doit être répétée 1 370 fois. La mesure finale donne une longueur de référence de 8 352,74 m.

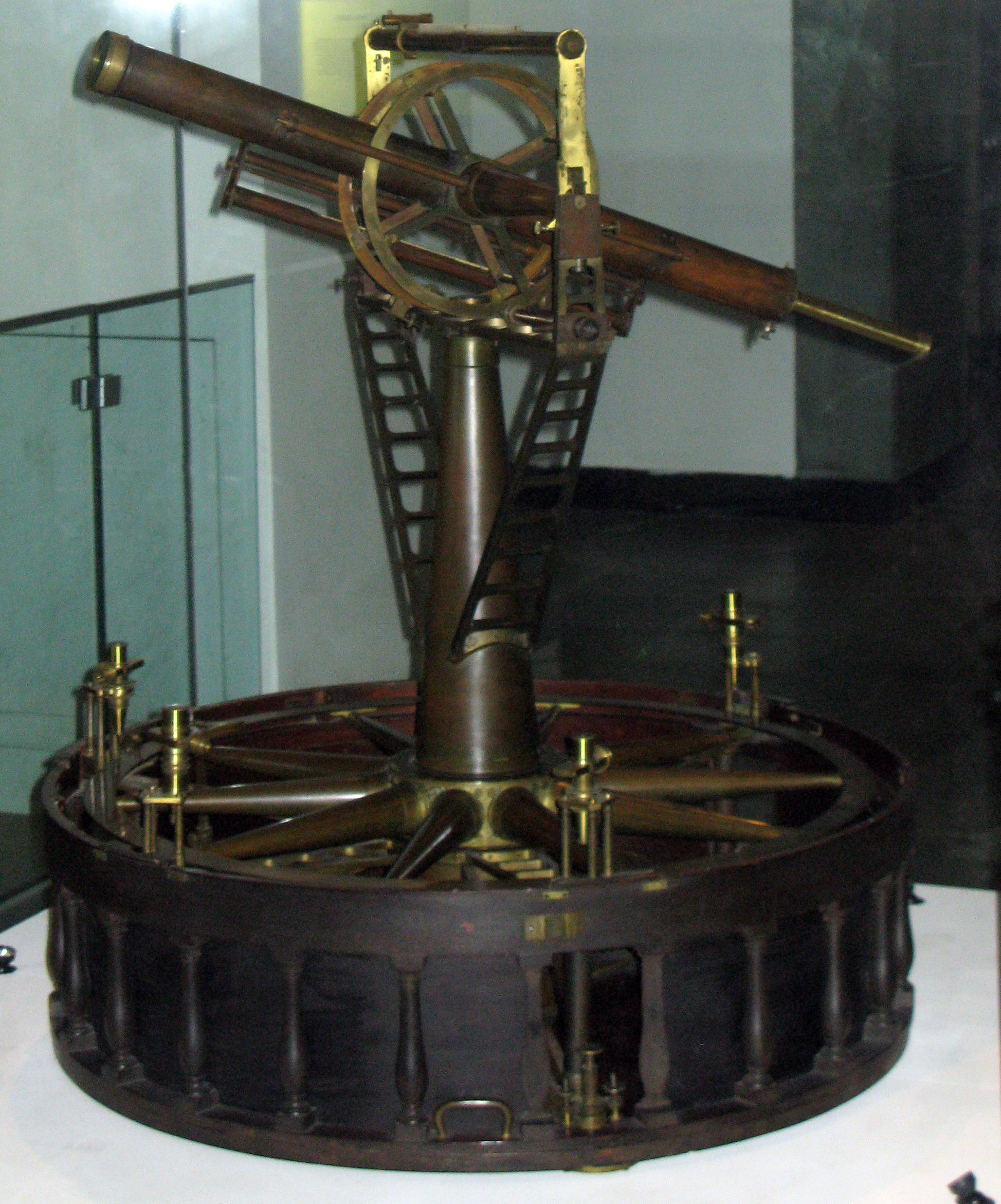
Le deuxième théodolite de Ramsden similaire à celui acheté par le Board of Ordnance. (Conservé au Science Museum de Londres).

Pour la triangulation qui suit, Roy commande un nouveau théodolite au grand fabricant d'instruments, Jesse Ramsden. Celui-ci, livré en 1787, divise, pour la première fois, les échelles angulaires avec une précision de l'ordre de la seconde d'arc,. Le théodolite est le plus grand jamais construit et, malgré sa taille imposante, il est transporté de Londres à la côte de la Manche et utilisé sur des collines, des clochers et une tour mobile. À chaque endroit, les angles par rapport aux autres sommets de la maille de triangulation sont mesurés à de nombreuses reprises, souvent la nuit, à l'aide d'un éclairage nouvellement conçu. Enfin, les données relatives aux angles sont utilisées pour calculer les côtés des triangles en utilisant la trigonométrie sphérique.
Les résultats finaux ne sont pas concluants, car la triangulation est inférieure à la précision des mesures astronomiques, mais l'étude ouvre la voie à tous les travaux futurs, en termes de mesures de haute précision de longueur et d'angle, ainsi qu'aux techniques de calcul sur une surface ellipsoïdale. Dans son rapport final, publié à titre posthume, Roy insiste de nouveau pour que l'étude soit étendue au reste de la Grande-Bretagne. Ses successeurs le suivront. En tant que maître du Board of Ordnance, à partir de 1782, Charles Lennox, 3e duc de Richmond, considére, avec beaucoup d'intérêt, le travail de Roy. En même temps, il est parfaitement conscient que la Grande-Bretagne, en l'absence d'une enquête nationale, prend du retard par rapport à de nombreux autres pays européens. Le catalyseur de l'action est la disponibilité soudaine d'un nouveau théodolite de Ramsden amélioré destiné à la Compagnie des Indes orientales. L'acquisition de cet instrument, le 21 juin 1791, par le Board, est considérée comme une innovation de l'Ordnance Survey. Le jour suivant, Richmond nomme Isaac Dalby, en tant que premier employé, avec pour mission d'approfondir l'enquête de Roy. Le mois suivant, Richmond nomme William Mudge et Edward Williams, ce dernier étant le premier surintendant de l'enquête.

## Réévaluation de la ligne de base de Hounslow

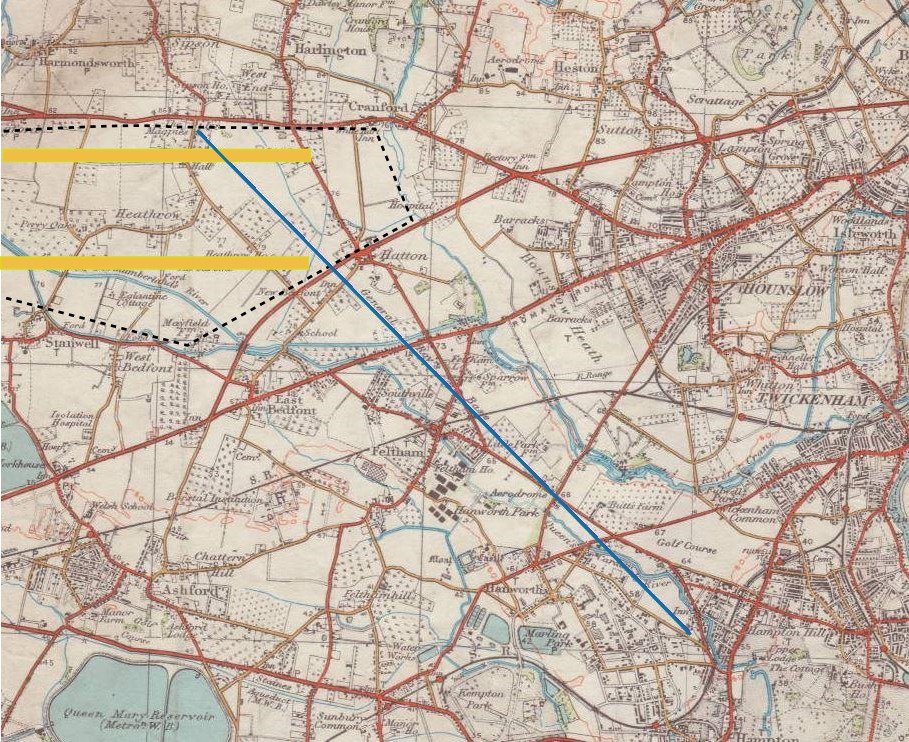
La ligne de base, de référence, du général William Roy, de Heathrow à Hampton, à l'ouest de Londres, déterminée pour l'enquête anglo-française, avant le début de l'Ordnance Survey (carte de 1935).

Pour la mesure de la ligne de base originale, de 1784, à travers Hounslow Heath, Roy avait commandé trois tiges confectionnées à partir d'un nouveau mât, des chantiers de l'Amirauté. Celles-ci étaient destinées à être utilisées pour la mesure de précision, mais Roy avait également commandé à Ramsden une chaîne en acier de 100 pieds (30,48 m) qui pouvait être utilisée pour une mesure préliminaire rapide. Les tiges se révèlent inefficaces en raison de leurs changements avec l'humidité et elles sont remplacées par des tiges de verre pour la mesure finale ; toutefois, Roy observe que la chaîne, elle-même, était tout aussi précise que les tiges. C'est pourquoi l'enquête de 1791 commence par une nouvelle mesure de la base avec deux nouvelles chaînes de 100 pieds, la seconde devant rester inutilisée, servant de référence par rapport à laquelle tout étirement de la première serait décelé.
Le processus de mesure s'avère extrêmement précis. Comme le sol est ondulé et qu'il s'incline d'environ 112,78 m, sur la longueur de la base, la mesure est effectuée en 26 étapes avec des pentes variables, les chaînes d'une étape étant contraintes à une ligne parfaitement droite par de nombreux supports intermédiaires. Ces mesures de l'hypoténuse sont ensuite projetées à l'horizontale. De plus, la température varie d'un jour à l'autre et chaque mesure est corrigée en fonction de la longueur que prend une chaîne à 17 °C. Enfin, la longueur de la base est réduite à sa projection, au niveau de la mer en utilisant la hauteur de la base sud, au-dessus de la Tamise et la chute de la Tamise jusqu'à son estuaire. Le résultat final est d'environ 7,5 cm de moins que celui de Roy et la valeur moyenne de 8 352,80 m est prise pour la ligne de base. La différence entre les deux valeurs signifie que l'on peut affirmer que la précision de la mesure est de 1 pouce (2,54 cm) sur 8 352,74 m, soit 3 sections par million.

## Corrections
Lors de la triangulation suivante, les erreurs dues à la réfraction atmosphérique, à la déviation des aplombs, à la température et à la nature sphérique de la terre (c'est-à-dire qu'il y avait plus de 180 degrés dans un triangle) ont toutes été prises en compte.